# Pavel Francouz
Pavel Francouz (ur. 3 czerwca 1990 w Pilznie) – czeski hokeista, reprezentant Czech, olimpijczyk.

## Kariera
- HC Pilzno 1929 do lat 18 (2005-2007)
- HC Pilzno 1929 do lat 20 (2007-2010)
- HC Pilzno 1929 (2008-2015)
- HC Klatovy (2008/2009)
- HC Tabor (2009/2010)
- SK Horácká Slavia Třebíč (2009/2010, 2010/2011)
- HC Slovan Ústečtí Lvi do lat 20 (2010-2011)
- HC Slovan Ústečtí Lvi (2010-2011)
- HC Oceláři Trzyniec (2011)
- HC Litvínov (2012-2015)
- Traktor Czelabińsk (2015-2018)
- Colorado Eagles (2018-2019)
- Colorado Avalanche (2018, 2019-)

Wychowanek klubu HC Pilzno w rodzinnym mieście. Po kilku latach gry w zespołach juniorskich i seniorskim macierzystego klubu w maju 2010 przeszedł do 	HC Slovan Ústečtí Lvi. W październiku 2011 został zawodnikiem Oceláři Trzyniec, a w maju 2012 powrócił do Usti nad Labem, skąd natychmiast został przekazany do HC Litvinov. Ta, rozegrał trzypełne sezony czeskiej ekstraligi. W kwietniu 2015 przeszedł do rosyjskiego klubu Traktor Czelabińsk w rozgrywkach KHL. Po rozegraniu trzech sezonów w maju 2018 został zawodnikiem amerykańskiego klubu Colorado Avalanche w rozgrywkach NHL. W sezonie NHL (2018/2019) rozegrał tylko dwa mecze (22 grudnia 2018 i 2 stycznia 2019), zaś w tym okresie występował głównie w Colorado Eagles w rozgrywkach AHL. W sezonie NHL (2019/2020) grał już etatowo w Colorado Avalanche. Przedłużał tam kontrakt w maju 2019 o rok, w lutym 2020 o dwa lata.
W barwach juniorskich kadr Czech uczestniczył w turniejach mistrzostw świata juniorów do lat 18 edycji 2008 oraz mistrzostw świata juniorów do lat 20 edycji 2010. W barwach reprezentacji seniorskiej uczestniczył w turniejach mistrzostw świata edycji 2013 (zagrał dwa spotkania), 2014 nie wystąpił w żadnym meczu), 2016 (zagrał cztery spotkania), 2017 (zagrał cztery spotkania), 2018 (zagrał pięć spotkań), 2019 (zagrał trzy spotkania) oraz zimowych igrzysk olimpijskich 2018 (zagrał sześć spotkań).

## Sukcesy
Reprezentacyjne
- Awans do Elity MŚ do lat 18: 2008[8]

Klubowe
- Złoty medal 1. ligi: 2011 z HC Slovan Ústečtí Lvi
- Złoty medal mistrzostw Czech: 2015 z HC Litvínov
- Puchar Stanleya: 2022 z Colorado Avalanche

- Srebrny medal mistrzostw Czech: 2009 ze Slavią Praga
- Brązowy medal mistrzostw Czech: 2010, 2013 ze Slavią Praga
- Pierwsze miejsce w Dywizji Czernyszowa w sezonie zasadniczym: 2016, 2017 z Awangardem Omsk
- Pierwsze miejsce w Konferencji Wschód w sezonie regularnym: 2016 z Awangardem Omsk

Indywidualne
- Ekstraliga czeska w hokeju na lodzie do lat 18 (2006/2007):
  - Pierwsze miejsce w klasyfikacji zwycięstw meczowych w sezonie zasadniczym: 25
- Ekstraliga czeska w hokeju na lodzie do lat 18 (2008/2009):
  - Pierwsze miejsce w klasyfikacji skuteczności interwencji w sezonie zasadniczym: 95,3%
  - Pierwsze miejsce w klasyfikacji średniej goli straconych na mecz w sezonie zasadniczym: 1,74
  - Pierwsze miejsce w klasyfikacji liczby meczów bez straty gola w sezonie zasadniczym: 6
- 1. liga słowacka w hokeju na lodzie (2010/2011):
  - Pierwsze miejsce w klasyfikacji skuteczności interwencji w sezonie zasadniczym: 94,0%
  - Pierwsze miejsce w klasyfikacji średniej goli straconych na mecz w sezonie zasadniczym: 1,93
  - Pierwsze miejsce w klasyfikacji liczby meczów bez straty gola w sezonie zasadniczym: 4
  - Pierwsze miejsce w klasyfikacji średniej goli straconych na mecz w fazie play-off.: 1,79
- Ekstraliga czeska w hokeju na lodzie (2012/2013):
  - Pierwsze miejsce w klasyfikacji zwycięstw meczowych w sezonie zasadniczym: 26
  - Najlepszy bramkarz sezonu
- Ekstraliga czeska w hokeju na lodzie (2014/2015):
  - Pierwsze miejsce w klasyfikacji skuteczności interwencji w sezonie zasadniczym: 93,1%
  - Pierwsze miejsce w klasyfikacji liczby meczów bez straty gola w sezonie zasadniczym: 7
  - Pierwsze miejsce w klasyfikacji zwycięstw meczowych w sezonie zasadniczym: 34
  - Pierwsze miejsce w klasyfikacji średniej goli straconych na mecz w fazie play-off.: 1,38
  - Pierwsze miejsce w klasyfikacji skuteczności interwencji w fazie play-off.: 95,3%
  - Najbardziej Wartościowy Zawodnik (MVP) w fazie play-off
  - Najlepszy bramkarz sezonu
- KHL (2016/2017):
  - Mecz Gwiazd KHL
  - Pierwsze miejsce w klasyfikacji skuteczności interwencji w sezonie zasadniczym: 95,3%
  - Drugie miejsce w klasyfikacji średniej goli straconych na mecz w sezonie zasadniczym: 1,43
- Mistrzostwa Świata w Hokeju na Lodzie 2017 (elita):
  - Trzecie miejsce w klasyfikacji średniej goli straconych na mecz na turnieju: 1,49[9]
  - Jeden z trzech najlepszych zawodników reprezentacji
- KHL (2017/2018):
  - Najlepszy bramkarz miesiąca - styczeń 2018[10]
  - Pierwsze miejsce w klasyfikacji skuteczności interwencji w sezonie zasadniczym: 94,6%
  - Drugie miejsce w klasyfikacji skuteczności interwencji w fazie play-off: 94,9%
  - Złoty Kask (przyznawany sześciu zawodnikom wybranym do składu gwiazd sezonu)[11][12]
  - Najlepszy Bramkarz Sezonu KHL
- AHL (2018/2019):
  - Mecz Gwiazd AHL
- NHL (2019/2020):
  - Jedna z trzech gwiazd tygodnia: 17 – 23 lutego 2020[13], 24 lutego – 1 marca 2020[14]
  - Piąte miejsce w klasyfikacji skuteczności interwencji w sezonie zasadniczym: 92,3%[15]
  - Siódme miejsce w klasyfikacji średniej goli straconych na mecz w sezonie zasadniczym: 2,41